# وائل عربيات
وائل محمد عبد الله عربيات (1976 -) سياسي أردني ووزير سابق ولد في عمان - الأردن. شغل منصب وزير الأوقاف والشؤون والمقدسات الإسلامية في حكومة هاني الملقي الأولى (1 يونيو 2016 - 25 سيبتيمبر 2016) واستمر في نفس المنصب في حكومة هاني الملقي الثانية، إلى أن خرج من الفريق الحكومي في التعديل الوزراي الخامس الذي أجراه هاني الملقي بتاريخ 25 فبراير 2018. يشغل حاليا منصب رئيس جامعة العلوم الإسلامية العالمية منذ 16 سيبتمبر 2019.

## التعليم
يحمل شهادة الدكتوراه في الفقه الإسلامي وأصوله من الجامعة الاردنية وماجستير الفقه الإسلامي وأصوله من الجامعة الأردنية وبكالوريوس الفقه الإسلامي وأصوله من كلية الشريعة في الجامعة الأردنية وهو متخصص بالفقه وأصوله؛ الاقتصاد الإسلامي والمصارف الإسلامية. 

## الخبرات العملية
- المدير العام والمؤسس لصندوق الحج في المملكة الأردنية الهاشمية /بالدرجة العليا- المجموعة الثانية من تاريخ 1/8/2013م إلى تاريخ 31/5/2016م.
- عضو مجلس مفوضي هيئة الأوراق المالية برتبة مفوض من (2012 – 2016)
- عضو مجلس إدارة مؤسسة الإذاعة والتلفزيون الأردني.
- عضو مجلس أمناء البرامج الوقفية / وزارة الأوقاف / الوقف على التعليم.
- رئيس ومؤسس قسم المصارف الإسلامية –الجامعة الأردنية للعامين الجامعيين  2010/2011    و2011/2012
- أستاذ مشارك في كلية الشريعة بالجامعة الأردنية، قسم المصارف الإسلامية وقسم الفقه وأصوله  تعيين مشترك من 21/7/ 2010م
- عضو هيئة تدريس في كلية الشريعة بالجامعة الأردنية، قسم الفقه وأصوله برتبة أستاذ مساعد منذ21/10/2003 وحتى الآن.
- عضو هيئة تدريس في جامعة البلقاء التطبيقية من تاريخ 22/8/1999 ولغاية 21/10/2006.
- محاضر غير متفرغ في جامعة العلوم التطبيقية لعام 2001
- عضو اللجنة الوطنية لتحالف الحضارات – المملكة الأردنية الهاشمية 2011م
- مستشار شرعي للشركة الأهلية لتنمية وتمويل المشروعات الصغيرة / الأردن2005-2008 م.
- مقرر قسم الفقه وأصوله في كلية الشريعة – الجامعة الأردنية لعام 2005/2006
- رئيس لجنة الإرشاد الأكاديمي للطلبة في كلية الشريعة – الجامعة الأردنية.
- عضو لجنة الإرشاد الأكاديمي في الجامعة.
- عضو مؤسس لجنة فتح تخصص المصارف الإسلامية – الجامعة الأردنية.
- عضو مجلس عمادة شؤون الطلبة – الجامعة الأردنية.2006/2007
- رئيس لجان التحقيق في مخالفات الطلبة – كلية الشريعة 2006/2007
- عضو لجنة الندوات والمؤتمرات – الجامعة الأردنية 2004/2005.
- عضو مجلس كلية الشريعة – الجامعة الأردنية.
- مندوب كلية الدراسات العليا في مناقشة الرسائل الجامعية – الجامعة الأردنية.
- عضو لجنة تأليف في وزارة التربية والتعليم «رسائل إلى أبنائنا الطلبة» لعام 2006م.
- عضو اللجنة التحضيرية للمؤتمر الدولي الثالث للتعايش وصنع السلام – نظمه المركز الأردني لبحوث    التعايش الديني من 22-24 / كانون الثاني 2008
- عضو اللجنة العلمية لمؤتمر الإسلام والتحديات المعاصرة –وزارة الاوقاف والشؤون والمقدسات الإسلامية 2011م
- عضو لجنه العلمية والتحضيرية لمؤتمر (التورق المصرفي) جامعة عجلون الوطنية

## مؤلفاته
- كتاب «المصارف الإسلامية والمؤسسات الاقتصادية... النظرية والتطبيق»، كتاب منشور- دار الثقافة للطباعة والنشر – عمان – الأردن.
- بحث «مسوغات استحقاق المصرف الإسلامي للربح في عملية المرابحة للآمر بالشراء»، بحث منشور – مجلة دراسات – الجامعة الأردنية.
- بحث «أهمية مقاصد الشريعة لتطوير الآليات المالية والمصرفية»، بحث منشور، المؤتمر العالمي للمقاصد – مجلة الجامعة الإسلامية العالمية – ماليزيا
- بحث «الإدارة المالية وتوجيه الإستثمارات في مؤسسة تنمية أموال الأيتام في الأردن»بين الواقع والطموح" " المؤتمر الثاني للأيتام. مملكة البحرين
- بحث «نظرية العذر عند الحنفية وأثرها على عقد الإستصناع» مجلة دراسات – الجامعة الأردنية.
- بحث «التأصيل الشرعي للاستطاعة في ضوء مقاصد التشريع ودورها في ضبط إصدار الأحكام» منشور – المجلة الأردنية للدراسات الإسلامية – جامعة آل البيت.
- بحث «الحكم الشرعي لتجارة العملات بنظام الهامش» –مشترك- مقبول للنشر المجلة الأردنية للدراسات الإسلامية – جامعة آل البيت.
- بحث «الضوابط الشرعية للمصارفة الدولية الالكترونية» – مشترك – المجلة الأردنية للدراسات الإسلامية –جامعة آل البيت
- بحث «زواج المرأة بين الجاهلية والإسلام» مجلة جامعة مؤتة
- بحث «مضاربة المضارب بمال المضاربة وتطبيقاتها في المصارف الإسلامية» مجلة دراسات – الجامعة الأردنية

## الخبرات الإعلامية
- إعداد وتقديم برنامج آفاق إسلامية  على التلفزيون الأردني مباشر ساعة وربع / أسبوعي – حواري 2008-2009-2010م
- إعداد وتقديم برنامج «الكلمة الطيبة» التلفزيون الأردني ساعة يومي «رمضان»  2010م
- إعداد وتقديم برنامج حديث الروح رمضان 2011 قناة رؤيا الفضائية يوميا
- إعداد وتقديم برنامج«مع آية من كتاب الله» التلفزيون الأردني رمضان 2012م
- خطيب ومدرس في مسجد الملك الحسين بن طلال ومسجد الملك المؤسس عبد الله بن الحسين طيب الله ثراهما والمسجد الحسيني الكبير في عمان وخطيب في محافظة البلقاء.
- خطيب ومدرس في المسجد الحسيني الكبير – عمان –
- إعداد وتقديم برنامج «اقتصادنا» قناة حياة إف إم. (FM) بواقع (60) حلقة.
- إعداد وتقديم برنامج «دنيا ودين» في الإذاعة الأردنية، موضوعات الاقتصاد والمصارف الإسلامية لعام 2006/2007.
- إعداد وتقديم برنامج «قضايا الشباب من المنظور الإسلامي» الإذاعة الأردنية لعام 2005/2006.
- إعداد وتقديم برنامج «حوارات إسلامية» حلقات أسبوعية - الإذاعة الأردنية لعام  2008-2009-2010 -2011- 2012م
- إعداد وتقديم برنامج «في رحاب الإسلام» حلقات في الاقتصاد الإسلامي _ الإذاعة الأردنية
- إعداد وتقديم برنامج تأملات في الفكر الإسلامي – إذاعة هوا عمان
- مدير مجالس علمية هاشمية في رمضان.
- ضيف في عشرات الحلقات في التلفزيون والإذاعة الأردنية والمحطات الفضائية والقنوات المحلية.[2]